# マチガイだらけのダメな街 クイズみっけタウン!
『マチガイだらけのダメな街 クイズみっけタウン!』（マチガイだらけのダメなまち クイズみっけタウン）は、2007年4月21日からテレビ朝日の『バラエティ祭』（『ドスペ2』と『日曜ワイド』の合同企画枠）で不定期放送されていたクイズ番組。

## 概要
矛盾点や間違いが溢れている架空の街「みっけタウン」を、タウンツアーの参加者（ゲスト）たちが直していくという設定で行われていた深夜番組。第2回までは『間違いみっけ!クイズダメ探シティ!』というタイトルだった。

## 出演者

### 司会
実質的な司会進行は秘書の2人が行っていた。
- 斉藤暁 - 設定上はダメ市長。
- 中島知子（当時オセロ） - 設定上は市長の秘書。
- 勝俣州和 - 設定上は市長の秘書。

### VTR出演
- ヒロシ - 「ダメテレビ局」の『旅の香り』編に出演。
- ザ・たっち - 最終問題のVTRに出演。

### ナレーター
- 高山みなみ

## ルール
5人のゲストが協力してクイズに挑戦。基本的に、オープニングの「ダメドライブ」「ダメテレビ局」と最終問題を含めた5 - 6コーナーで構成。「ダメドライブ」と最終問題以外では、クリアするたびに100万ゴールドの謝礼金を与えられた。

### 最終問題
『クイズダメ探シティ!』時代
最終問題は個人戦。獲得した謝礼金を正解者同士で山分け。
『クイズみっけタウン!』時代
最終問題もチーム戦。クリアすれば、獲得した謝礼金に応じた賞品を獲得。

## コーナー
ダメドライブ
『クイズみっけタウン!』への改題後に行われていたオープニングクイズ。自動車のセットに座った5人が、1人ずつ順番にクイズに挑む。映し出された有名店の看板や標識を見て、そこに隠された1つの間違いを5秒以内に答える。
このコーナーでの正解・不正解ならびに成績は本編に影響を及ぼさない。
ダメテレビ局
テレビ朝日系列で放送される（された）番組の短いVTRを見て、その中に隠されている5つの矛盾点を見つける早押しクイズ。正解した者からクイズを抜けられる。
VTRは3回まで流される。2回目以降は、まだ残っている解答者が街の名物である不味いシュークリーム「みっけシュー」（梅やハバネロ、センブリが入っている）を完食すれば、ヒントが追加されて分かりやすくなる。5人が1人1個ずつ正解できればクリアで、謝礼金100万ゴールドを獲得。3回目のVTRが終わっても全員正解していなければ失敗。
出題されたのは以下の2番組。
- 川口浩探検隊シリーズ - 過去の映像をCG加工して作られた矛盾点を見つけていく。
- 旅の香り - 番組用に撮り下ろされたVTRから出題。特殊技術等を駆使して作られた矛盾点を見つけていく。

ダメ警備会社
ある施設の中を定点カメラで映した映像が50倍速で再生される早押しクイズ。解答者は、その中に隠されている5つの矛盾点を見つける。正解した者からクイズを抜けられる。
VTRは5回まで流される（50倍速2回、25倍速2回、10倍速1回）。まだ残っている人が上記の「みっけシュー」を完食すれば、再生速度が遅くなって分かりやすくなる。5人が1人1個ずつ正解できればクリアで、謝礼金100万ゴールドを獲得。5回目のVTRが終わっても全員正解していなければ失敗。
ダメ工場
第1回放送分
4つの動物や建造物の実物大パネルの中から、1つだけ混じっている実物とサイズが異なるパネルを選ばないよう、1つずつ正しいサイズのパネルを選んでいく。代表者が「みっけまんじゅう」を1個食べるたびにヒントVTRを見ることができる。
最後まで正しいパネルを選び続ければクリアで、謝礼金100万ゴールドを獲得。異なるサイズのパネルを選んでしまうと失敗。
第4回放送分
最初にテーマを発表。その後、次々と単語がプリントされたTシャツが出てくるので、それがテーマに合っていれば右手に持っている○スタンプで、間違っていれば左手に持っている×スタンプでボタンを押す。間違えたり、次のTシャツが現れる前にボタンを押せなかったりするとアウト。出題数は25問。Tシャツが現れる速度は3段階に分かれており、後半の問題になるほど早くなる（低速→5問、中速→7問、高速→13問）。
全問正解でクリア。5人中3人がクリアできれば謝礼金100万ゴールドを獲得。
ダメ本屋
ジャンルが表示された後、各解答者の前にジャンルに該当する言葉が背表紙に書かれた本が表示される。その中には、ジャンルに該当しない言葉が書かれた本が1冊ないしは2冊混ざっているので、それを当てる。5秒間のシンキングタイムの後、自分の目の前の本がジャンルに該当しないと思ったら、両腕で大きく×の形を作って「ダメ！」と叫ぶ。ジャンルに該当しない言葉なのに×を出さなかったり、ジャンルに該当する言葉なのに×を出した場合にはアウト。
チャンスは2回まで。5問連続正解でクリアで、謝礼金100万ゴールドを獲得。
ダメ学校
理科の実験に関する4択クイズ。正解なら謝礼金100万ゴールドを獲得。
代表者が「みっけシュー」を1個食べるたびにヒントが与えられる。
ダメ留守番電話
4人の有名人が、市長当てに留守番電話のメッセージを吹き込んだが、1人だけ偽者（物真似タレントや、声質の似ている別の有名人）が混ざっているので、それを選ばないように1つずつメッセージを選んでいく。1人だけ本物という逆のバージョンもある。
最後まで偽者（本物）を選び続けられたらクリアで、謝礼金100万ゴールドを獲得。本物（偽者）を選んでしまうと失敗。
代表者が「みっけシュー」を1個食べるたびにもう少し長くメッセージを聴くことができる。
ダメ市民ホール
かつて一世を風靡した4人の懐かしい有名人の中に1人だけ混ざっている偽者を選ばないよう、1人ずつ本人を選んでいく。最後まで本人を選び続けられたらクリアで、謝礼金100万ゴールドを獲得。偽者を選んでしまうと失敗。
代表者が「みっけシュー」を1個食べるたびに1人分のヒントVTRを見られる。
ダメマスコット
4体の虎の着ぐるみの中から長州小力が中に入っているものを選ばないよう、1体ずつ偽物の着ぐるみを選んでいく。最後まで偽物の着ぐるみを選び続けたらクリアで、謝礼金100万ゴールドを獲得。小力が中に入っている着ぐるみを選んでしまうと失敗。
ダメ双子
『クイズダメ探シティ!』時代の最終問題。このコーナーのみ個人戦で、ザ・たっちが出題する映像4択問題に各自が解答。第1回ではかずやがグルメリポートをしている4つのVTRのうち、1つだけたくやにすり替わってレポートをしているVTRがあるので、そのVTRはどれなのかを当てる。第2回では2人が漫才をしている3つのVTRのうち、1つだけCG合成で1人2役で漫才をしているように見せかけたVTRがあるので、そのVTRはどれなのかを当てる。
それまでに獲得した謝礼金を正解者同士で山分けできた。
ダメ金庫番
『クイズみっけタウン!』時代の最終問題。1人ずつ順番に映像を見て、ダメな金庫番に扮したザ・たっちが出題する2択クイズに答える。
5人全員正解で謝礼金を獲得。1人でも不正解、もしくはタイムオーバー（10秒以内に答えられなかった）になった場合には失敗。

## 遅れネット局
- 山陰中央テレビ（フジテレビ系列）
- 高知放送（日本テレビ系列）